# Magnus I di Sassonia-Lauenburg
Magnus I di Sassonia-Lauenburg (Ratzeburg, 1º gennaio 1488 – Ratzeburg, 1º agosto 1543) è stato Duca di Sassonia-Lauenburg.

## Biografia
Magnus era il secondo figlio del duca Giovanni V di Sassonia-Lauenburg e di sua moglie, Dorotea di Hohenzollern, figlia dell'elettore Federico II di Brandeburgo.
Durante gli anni della vecchiaia del padre egli governò in sua vece lo stato, divenendo duca nel 1507. Il primo anno di regno fu pieno di conflitti con il principato arcivescovile di Brema e la sua diocesi suffraganea di Ratzeburg. Con il primo egli disputava i territori dell'estuario del fiume Jade e le regioni di Hadeln e Wursten. Il conflitto venne risolto dopo l'inconcludente campagna del 1498, grazie alla mediazione del duca Eric I di Brunswick-Lüneburg e del duca Enrico IV di Brunswick-Lüneburg con il figlio di quest'ultimo, Cristoforo, coadiutore e successivamente principe vescovo di Brema (dal 1511). Questi legami vennero intensificati dal matrimonio di Magnus.
Magnus infatti fu il primo duca della dinastia di Lauenburg che adottò una posizione tollerante per disputare i privilegi elettorali con la casa di Wittenberg in Sassonia e che accettò di rinunciare a questi diritti ma in cambiò si garantì la possibilità di apporre sul proprio stemma le insegne elettorali del Sacro Romano Impero.
L'imperatore Carlo V, quindi, infeudò Magnus del Ducato di Sassonia, Angria e Vestfalia (il nome ufficiale del più colloquiale Sassonia-Lauenburg) e lo ammise alla dieta imperiale di Augusta il 12 novembre 1530. L'infeudazione, ad ogni modo, era solo un'enfatizzazione nell'importanza del ruolo della casata di Lauenburg in quanto il feudo di Sassonia era già stato concesso dall'Imperatore Sigismondo il 1º agosto 1425 alla casata di Wettin.
Nel 1531 Magnus aderì al protestantesimo e lo introdusse all'interno dei propri territori facendoli diventare luterani. Alla sua morte egli venne sepolto a Ratzeburg.

## Matrimonio e figli
Il 17 o 20 novembre 1509 Magnus I sposò Caterina di Brunswick-Lüneburg (1488 – 29 luglio 1563) a Wolfenbüttel, figlia del duca Enrico di Brunswick-Lüneburg. La coppia ebbe sei figli:
- Francesco I (1510 – 19 marzo 1581);
- Dorotea (9 luglio 1511 – 7 ottobre 1571), sposò il 29 ottobre 1525 il re Cristiano III di Danimarca;
- Caterina (24 settembre 1513 – 23 settembre 1535), sposò il 24 settembre 1531 il re Gustavo I di Svezia;
- Clara (13 dicembre 1518 – 27 marzo 1576), sposò il 29 settembre 1547 il duca Francesco di Brunswick-Lüneburg, duca di Gifhorn (1508 – 1549);
- Sofia (1521 – 13 maggio 1571), sposò il 1º gennaio 1537 il conte Antonio I di Oldenburg (1505 – 1573);
- Ursula (c. 1523 – 31 dicembre 1577, Minden), sposò il 14 maggio 1551 il duca Enrico V di Meclemburgo-Schwerin (3 maggio 1479 – 6 febbraio 1552).

## Ascendenza
|                                                    |                                                  |                                                                           | Genitori                                                               |  |  | Nonni |  |  | Bisnonni                               |  |  | Trisnonni                               |  |
|                                                    |                                                  |                                                                           |                                                                        |  |  |       |  |  | Eric IV, IV duca di Sassonia-Lauenburg |  |  | Eric II, III duca di Sassonia-Lauenburg |  |
|                                                    |                                                  |                                                                           |                                                                        |  |  |       |  |  | Eric IV, IV duca di Sassonia-Lauenburg |  |  | Eric II, III duca di Sassonia-Lauenburg |  |
|                                                    |                                                  | Agnese di Holstein-Kiel                                                   |                                                                        |  |  |       |  |  | Eric IV, IV duca di Sassonia-Lauenburg |  |  |                                         |  |
| Bernardo III, VI duca di Sassonia-Lauenburg        |                                                  |                                                                           |                                                                        |  |  |       |  |  | Eric IV, IV duca di Sassonia-Lauenburg |  |  |                                         |  |
|                                                    |                                                  | Sofia di Brunswick-Wolfenbüttel                                           | Magnus II, V duca di Brunswick-Wolfenbüttel                            |  |  |       |  |  |                                        |  |  |                                         |  |
|                                                    |                                                  | Sofia di Brunswick-Wolfenbüttel                                           | Magnus II, V duca di Brunswick-Wolfenbüttel                            |  |  |       |  |  |                                        |  |  |                                         |  |
|                                                    |                                                  | Sofia di Brunswick-Wolfenbüttel                                           | Caterina di Anhalt-Bernburg                                            |  |  |       |  |  |                                        |  |  |                                         |  |
| Giovanni V, VII duca di Sassonia-Lauenburg         |                                                  | Sofia di Brunswick-Wolfenbüttel                                           |                                                                        |  |  |       |  |  |                                        |  |  |                                         |  |
|                                                    |                                                  | Boghislao VIII, IV duca di Pomerania-Stolp e I duca di Pomerania-Stargard | Boghislao V, I duca di Pomerania-Stolp e III duca di Pomerania-Wolgast |  |  |       |  |  |                                        |  |  |                                         |  |
|                                                    |                                                  | Boghislao VIII, IV duca di Pomerania-Stolp e I duca di Pomerania-Stargard | Boghislao V, I duca di Pomerania-Stolp e III duca di Pomerania-Wolgast |  |  |       |  |  |                                        |  |  |                                         |  |
|                                                    |                                                  | Boghislao VIII, IV duca di Pomerania-Stolp e I duca di Pomerania-Stargard | Adelaide di Brunswick-Grubenhagen                                      |  |  |       |  |  |                                        |  |  |                                         |  |
| Adelaide di Pomerania-Stolp                        |                                                  | Boghislao VIII, IV duca di Pomerania-Stolp e I duca di Pomerania-Stargard |                                                                        |  |  |       |  |  |                                        |  |  |                                         |  |
|                                                    |                                                  | Sofia di Holstein-Rendsburg                                               | Enrico II, III conte di Holstein-Rendsburg                             |  |  |       |  |  |                                        |  |  |                                         |  |
|                                                    |                                                  | Sofia di Holstein-Rendsburg                                               | Enrico II, III conte di Holstein-Rendsburg                             |  |  |       |  |  |                                        |  |  |                                         |  |
|                                                    |                                                  | Sofia di Holstein-Rendsburg                                               | Ingeborg di Meclemburgo-Schwerin                                       |  |  |       |  |  |                                        |  |  |                                         |  |
| Magnus I, VIII duca di Sassonia-Lauenburg          |                                                  | Sofia di Holstein-Rendsburg                                               |                                                                        |  |  |       |  |  |                                        |  |  |                                         |  |
|                                                    | Federico I, VII principe elettore di Brandeburgo | Federico V, XII burgravio di Norimberga                                   |                                                                        |  |  |       |  |  |                                        |  |  |                                         |  |
|                                                    | Federico I, VII principe elettore di Brandeburgo | Federico V, XII burgravio di Norimberga                                   |                                                                        |  |  |       |  |  |                                        |  |  |                                         |  |
|                                                    | Federico I, VII principe elettore di Brandeburgo | Elisabetta di Meißen                                                      |                                                                        |  |  |       |  |  |                                        |  |  |                                         |  |
| Federico II, VIII principe elettore di Brandeburgo | Federico I, VII principe elettore di Brandeburgo |                                                                           |                                                                        |  |  |       |  |  |                                        |  |  |                                         |  |
|                                                    |                                                  | Elisabetta di Baviera-Landshut                                            | Federico, III duca di Baviera-Landshut                                 |  |  |       |  |  |                                        |  |  |                                         |  |
|                                                    |                                                  | Elisabetta di Baviera-Landshut                                            | Federico, III duca di Baviera-Landshut                                 |  |  |       |  |  |                                        |  |  |                                         |  |
|                                                    |                                                  | Elisabetta di Baviera-Landshut                                            | Maddalena Visconti                                                     |  |  |       |  |  |                                        |  |  |                                         |  |
| Dorotea di Brandeburgo                             |                                                  | Elisabetta di Baviera-Landshut                                            |                                                                        |  |  |       |  |  |                                        |  |  |                                         |  |
|                                                    |                                                  | Federico I, VI principe elettore di Sassonia                              | Federico III, XXVII margravio di Meißen                                |  |  |       |  |  |                                        |  |  |                                         |  |
|                                                    |                                                  | Federico I, VI principe elettore di Sassonia                              | Federico III, XXVII margravio di Meißen                                |  |  |       |  |  |                                        |  |  |                                         |  |
|                                                    |                                                  | Federico I, VI principe elettore di Sassonia                              | Caterina di Henneberg                                                  |  |  |       |  |  |                                        |  |  |                                         |  |
| Caterina di Sassonia                               |                                                  | Federico I, VI principe elettore di Sassonia                              |                                                                        |  |  |       |  |  |                                        |  |  |                                         |  |
|                                                    |                                                  | Caterina di Brunswick-Lüneburg                                            | Enrico, VIII duca di Brunswick-Lüneburg                                |  |  |       |  |  |                                        |  |  |                                         |  |
|                                                    |                                                  | Caterina di Brunswick-Lüneburg                                            | Enrico, VIII duca di Brunswick-Lüneburg                                |  |  |       |  |  |                                        |  |  |                                         |  |
|                                                    |                                                  | Caterina di Brunswick-Lüneburg                                            | Sofia di Pomerania                                                     |  |  |       |  |  |                                        |  |  |                                         |  |
|                                                    |                                                  | Caterina di Brunswick-Lüneburg                                            |                                                                        |  |  |       |  |  |                                        |  |  |                                         |  |